# Кріс Григорій Якович
Григорій Якович Кріс (нар. 24 грудня 1940, Київ) — український радянський фехтувальник-шпажист та функціонер, олімпійський чемпіон та чемпіон світу. Заслужений майстер спорту СРСР (1964).

## З життєпису
Григорій Кріс народився та проживав у Києві. Тренувався в Київському Спортивному клубі армії. В період з 1963 по 1973 рік він входив до складу збірної Радянського Союзу.
На світових чемпіонатах він здобув срібну особисту медаль в 1967 році та золоту особисту медаль в 1971. Разом з комадною він здобув чотири медалі: бронзову в 1965, срібну в 1967, золоту в 1969 й знову срібну в 1971.
Виступаючи на трьох Олімпіадах, Кріс завоював чотири олімпійські нагороди. В 1964 році він став олімпійським чемпіоном, в 1968 здобув дві нагороди, обидві срібні, в особистих змаганнях і разом із командою. В 1972 році, в Мюнхені, Крісс отримав бронзову медаль.
1989 року Кріса було долучено до Міжнародної єврейської спортивної зали слави.

## Нагороди
- Орден князя Ярослава Мудрого V ст. (21 серпня 2020) — за значний особистий внесок у державне будівництво, соціально-економічний, науково-технічний, культурно-освітній розвиток України, вагомі трудові здобутки та високий професіоналізм[2]